# 吉布斯能
在热力学裏，吉布斯能（英語：Gibbs Free Energy），又称吉布斯自由能、吉布斯函数、自由焓，常用英文字母{\displaystyle G}標記。吉布斯能是國際化學聯會建議採用的名稱。吉布斯能是描述系統的熱力性質的一種熱力勢，定義為:101:128-129
{\displaystyle G\ {\stackrel {def}{=}}\ U-TS+pV=H-TS}；
其中，{\displaystyle U}是系统的内能，{\displaystyle T}是絕對温度，{\displaystyle S}是熵，{\displaystyle p}是压强，{\displaystyle V}是体积，{\displaystyle H}是焓。
假設在等温等压狀況下，一個熱力系統從良好定義初態變換到良好定義終態，則其吉布斯能減少量必定大於或等於其所做的非體積功；假若這變換是可逆過程，則其吉布斯能減少量等於其所做的非體積功。所以，這熱力系統所能做的最大非體積功是其吉布斯減少量。
在等溫等壓狀況下，一個熱力過程具有自發性的必需條件為，吉布斯能隨著過程的演化而減小。這意味著，平衡系統的吉布斯能是最小值；在平衡點，吉布斯能對於其它自變量的導數為零。:102
吉布斯能可以用來評估一個反應是否具有自發性，它可以用來估算一個熱力系統可以做出多少非體積功。當應用熱力學於化學領域時，吉布斯能是最常用到與最有用的物理量之一。:291吉布斯能是為紀念美國物理學者約西亞·吉布斯而命名。

## 概述

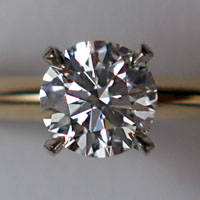
反应C_{(s, 金刚石)}⇒C_{(s, 石墨)}的吉布斯能變化量在25℃和1大气压下为负值，所以是热力学自发的。然而，这个反应的速率小到可以忽略不计。由此可见，反应的自发性并不能决定其速率

從熱力學第二定律，可以推論，在标准状况下（或更一般地，等温等压的状况下），系統的變換通常會自然地趨向於最小吉布斯能。
在等溫等壓的狀況下，一個反應所產生的吉布斯能變化量{\displaystyle \Delta G}量度這反應的自發性。该反應發生的必要條件是，此反應的吉布斯能變化量小於或等於其所獲得的非體積功{\displaystyle W'}：
{\displaystyle \Delta G\leq W'}。
這意味著，當该反應做出非體積功時，吉布斯能變化量{\displaystyle \Delta G}是負值，即吉布斯能會減少。假若该反應是可逆的，則吉布斯能減少量等於所做出的非體積功：
{\displaystyle -\Delta G=-W'}。
当该反應的吉布斯能變化量{\displaystyle \Delta G}是正值（這意味著吉布斯能的增加），則必須注入能量來促使反應發生，其注入能量的形式可以是電功或其它種非體積功。:298-299
從整個孤立系統的角度來分析吉布斯能的物理機制。孤立系統是由反應與環境所組成。對於该反應過程，整個孤立系統的熵變化量等於反應與環境的熵變化量的總和，其大於或等於零；否則，此過程不可行；假若過程為可逆過程，則總和為零。在等溫等壓狀況下，這結果意味著吉布斯能變化量為負值，這種反應稱為放能反應。:101
假設將幾個反應耦合在一起，則一個不具自發性的吸能反應（吉布斯能變化量為正值），可以转变为具有自發性。將熱能注入一個吸能反應，则其可被視為等价于非自發性反應與自發性反應的耦合，在这种情况下可使得整體的總熵變化量會大於或等於零，從而促使耦合反應的總吉布斯能變化量成為負值。
按照慣例，在術語「吉布斯自由能」裏的「自由」兩個字的意思是「以有用功的形式被釋出」:119更精確地說，「自由能」的意思是以非體積功的形式被釋出的能量。:298-299（對於等溫系統，「自由」這詞的意思，雖然稍微不同，也可以類比地適用於亥姆霍茲自由能，更精確地說，它是以功的形式被釋出的能量）當今，越來越多書籍與期刊論文會忽略使用「自由」這詞，改簡稱為「吉布斯能」。這是國際化學聯會在1988年大會為了統一國際科學術語而達成的共識。然則，這術語標準至今尚未被普遍地遵循採納。

## 自發過程與平衡過程
設想一個完全不與外界交換能量或質量的孤立系統，其熵為{\displaystyle S_{\mathrm {tot} }}。根據热力学第二定律，孤立系統會自發地朝著最大熵狀態演化，即孤立系統的熵變化量{\displaystyle \Delta S_{\mathrm {tot} }}大於或等於零：:291-292
{\displaystyle \Delta S_{\mathrm {tot} }\geq 0}。
假若{\displaystyle \Delta S_{\mathrm {tot} }=0}，則此過程是可逆過程。
假設這孤立系統是由一個子系統與環境組成，孤立系統的內部是處於等溫等壓狀況，子系統可以與環境交換熱能與功。子系統在這裡簡稱為「系統」。{\displaystyle S}、{\displaystyle S_{\mathrm {surr} }}分別為系統與環境的熵，它們的熵變化量的總和滿足以下關係式：
{\displaystyle \Delta S_{\mathrm {tot} }=\Delta S+\Delta S_{\mathrm {surr} }\geq 0}。
假若系統從環境中吸取熱能{\displaystyle Q}，則按照熵的定義，
{\displaystyle \Delta S_{\mathrm {surr} }=-Q/T}。
所以，
{\displaystyle T\Delta S-Q\geq 0}。
從吉布斯能的定義式，可以得到其變化量為
{\displaystyle \Delta G=\Delta H-T\Delta S}。
焓的定義式為
{\displaystyle H\ {\stackrel {def}{=}}\ U+pV}。
焓變化量為
{\displaystyle \Delta H=\Delta U+p\Delta V}。

### 非體積功是零的狀況
假設非體積功為零，則內能變化量為
{\displaystyle \Delta U=Q-p\Delta V}。
總和吉布斯能變化量、焓變化量與內能變化量，可以得到
{\displaystyle \Delta G=Q-T\Delta S}。
因此，在等溫等壓與非體積功為零的狀況前提下，吉布斯能變化量必定小於或等於零：
{\displaystyle \Delta G\leq 0}。
換句話說，在等溫等壓與非體積功為零的狀況下，仅需考虑系统的吉布斯能变化量，就可以評估熱力學過程是否為自发进行，而不必考虑外在環境因素。吉布斯能变化量可能屬於以下三種值域：
- {\displaystyle \Delta G<0}：過程具有自发性。
- {\displaystyle \Delta G=0}：過程處於平衡状态。
- {\displaystyle \Delta G>0}：過程被嚴格禁止。

注意到在等溫等壓與非體積功為零的狀況下，系統的吉布斯能變化量與孤立系統的熵變化量，兩者之間的關係為
{\displaystyle \Delta G=-T\Delta S_{\mathrm {tot} }}。
這意味著，孤立系統的熵的增加對應著子系統的吉布斯能的減少，所以，熱力學的自發方向是朝著吉布斯能的減少方向，吉布斯能可以評估一個熱力學過程的自發性。由於化學實驗通常是在等溫等壓狀況下進行，所以，吉布斯能是一種極具功能的熱力學概念。

### 非體積功不是零的狀況
假設在等溫等壓狀況下，系統從環境獲得非體積功{\displaystyle W'}，則內能變化量為:297-298
{\displaystyle \Delta U=Q-p\Delta V+W'}。
系統的吉布斯能變化量為
{\displaystyle \Delta G=\Delta U-T\Delta S+p\Delta V}。
吉布斯能變化量{\displaystyle \Delta G}與系統所獲得非體積功{\displaystyle W'}，兩者的關係為：
{\displaystyle \Delta G=Q-T\Delta S+W'\leq W'}。
換句話說，系統的吉布斯能減少量{\displaystyle -\Delta G}與系統對於環境所做的非體積功{\displaystyle -W'}，兩者的關係為
{\displaystyle -\Delta G\geq -W'}。
系統所做的非體積功不是狀態函數，其數值是依工作路徑而定，而吉布斯能是狀態函數，吉布斯能減少量與工作路徑無關，所以，在等溫等壓狀況下，系統的吉布斯能減少量是其所能做的最大非體積功。

## 化學反應
化學反應也是一種熱力學過程，所以前面的分析也適用於化學反應。在等溫等壓狀況下，吉布斯能減少量可以用來評估化學反應的自發性，而當吉布斯能變化量等於零時，化學反應處於平衡狀態。

### 標準生成吉布斯能
| 物质 | 状态 | {\displaystyle \Delta _{\mathrm {f} }G_{\mathrm {m} }^{\ominus }} (kJ/mol) | {\displaystyle \Delta _{\mathrm {f} }G_{\mathrm {m} }^{\ominus }} (kcal/mol) |
| ---- | ---- | -------------------------------------------------------------------------- | ---------------------------------------------------------------------------- |
| NO   | g    | 87.6                                                                       | 20.9                                                                         |
| NO2  | g    | 51.3                                                                       | 12.3                                                                         |
| N2O  | g    | 103.7                                                                      | 24.78                                                                        |
| H2O  | g    | -228.6                                                                     | -54.64                                                                       |
| H2O  | l    | -237.1                                                                     | -56.67                                                                       |
| CO2  | g    | -394.4                                                                     | -94.26                                                                       |
| CO   | g    | -137.2                                                                     | -32.79                                                                       |
| CH4  | g    | -50.5                                                                      | -12.1                                                                        |
| C2H6 | g    | -32.0                                                                      | -7.65                                                                        |
| C3H8 | g    | -23.4                                                                      | -5.59                                                                        |
| C6H6 | g    | 129.7                                                                      | 29.76                                                                        |
| C6H6 | l    | 124.5                                                                      | 31.00                                                                        |

由於熱力學不能定義吉布斯能的絕對數值，所以实际应用时，可以利用它是狀態函數的性質來計算物質的標準生成吉布斯能，全名為「標準摩尔生成吉布斯能」，標記為「{\displaystyle \Delta _{\mathrm {f} }G_{\mathrm {m} }^{\ominus }}」或「{\displaystyle \Delta _{\mathrm {f} }G^{\ominus }}」。首先，需要設定參考狀態的標準生成自由能為零；在標準狀況下，所有最穩定形式的元素都被指定為處於參考狀態。下一步，對於化合物或其它形式的元素，它們的標準生成吉布斯能被設定為，從最穩定形式的元素生成一摩尔化合物或其它形式的元素，所需要的吉布斯能變化量。在實驗方面，有很多方法可以用來估算物質的標準生成吉布斯能，例如，可以從物質的焓變化量與熵變化量實驗數據，利用吉布斯能的定義式估算出來。平常運算則可以從焓與熵列表裏查詢相關數值。:295-296
假若某物質的標準生成吉布斯能是負值，則稱該物質為「熱力學穩定物質」；假若是正值，則為「熱力學不穩定物質」。例如，水的標準生成吉布斯能是負值，所以在標準狀況下很穩定。又例如，苯的標準生成吉布斯能是正值，所以在標準狀況下不穩定。:295-296

### 标准反应吉布斯能
通过標準生成吉布斯能，可以估算化學反應所需的「标准反应自由能」。在标准状况下，反应物變化為產物所需的吉布斯能变化量，就是标准反应吉布斯能，常用符号{\displaystyle \Delta _{\mathrm {r} }G_{\mathrm {m} }^{\ominus }}或「{\displaystyle \Delta _{\mathrm {r} }G^{\ominus }}」表示。对于一般反应
{\displaystyle a\;\mathrm {A} +b\;\mathrm {B} \rightarrow c\;\mathrm {C} +d\;\mathrm {D} }，
标准反应吉布斯能為
{\displaystyle \Delta _{\mathrm {r} }G^{\ominus }=[c\Delta _{\mathrm {f} }G_{\mathrm {C} }^{\ominus }+d\Delta _{\mathrm {f} }G_{\mathrm {D} }^{\ominus }]-[a\Delta _{\mathrm {f} }G_{\mathrm {A} }^{\ominus }+b\Delta _{\mathrm {f} }G_{\mathrm {B} }^{\ominus }]}。
一般化学教科书和化学手册中都會列出常见物质的標準生成吉布斯能（同时还会列出生成焓和标准熵），直接查表便可估算化學反應所需的标准反应自由能。
假若{\displaystyle \Delta _{\mathrm {r} }G^{\ominus }}為負值，則反應會自發進行；否則，假若為正值，則逆反應會自發進行。通常而言，{\displaystyle \Delta _{\mathrm {r} }G^{\ominus }}不等於零，因為不涉及化學平衡論題。

## 開放系統
開放系統是一種能夠与其环境传递能量和物质的热力学系统。在開放系統裏，內能與每一種物質組分的數量有關：:218-219
{\displaystyle U=U(S,V,n_{1},n_{2},n_{3},\dots )}；
其中，{\displaystyle n_{i}}是物質組分 {\displaystyle i} 的摩爾數。
內能的全微分是
{\displaystyle \mathrm {d} U=T\,\mathrm {d} S-P\,\mathrm {d} V+\sum _{i=1}^{N}\mu _{i}\mathrm {d} n_{i}}；
其中，{\displaystyle \mu _{i}=\left({\frac {\partial U}{\partial n_{i}}}\right)_{S,V,n_{j\neq i}}}是物質組分{\displaystyle i}的化學勢。
從吉布斯能的定義式，可以得到吉布斯能的全微分：
{\displaystyle \mathrm {d} G=-S\,\mathrm {d} T+V\,\mathrm {d} p+\sum _{i=1}^{N}\mu _{i}\mathrm {d} n_{i}}。
所以，化學勢與吉布斯能的關係為
{\displaystyle \mu _{i}=\left({\frac {\partial G}{\partial n_{i}}}\right)_{T,p,n_{j\neq i}}}。
在等溫等壓狀況下，吉布斯能的全微分是
{\displaystyle dG=\sum _{i=1}^{N}\mu _{i}\mathrm {d} n_{i}}。
吉布斯能是個狀態函數，當做積分運算時，吉布斯能的數值與積分路徑無關。由於化學勢只與溫度、壓強、物質組分比率有關，假若增加物質的總數量，而維持物質組分比率不變，則吉布斯能的微分式可以表示為
{\displaystyle dG=\sum _{i=1}^{N}\mu _{i}n_{i}\mathrm {d} x}；
其中，{\displaystyle \mathrm {d} x=\mathrm {d} n_{i}/n_{i}}是每一種物質組分同步增加的分率。
這樣，可以做積分得到吉布斯能：
{\displaystyle G=\sum _{i=1}^{N}\mu _{i}n_{i}}。

### 理想氣體混合物
假設在系統裏，只有一種理想氣體組分，則從吉布斯能的全微分，可以得到偏導數:213-216
{\displaystyle \left({\frac {\partial G_{m}}{\partial p}}\right)_{T}=V_{m}={\frac {RT}{p}}}；
其中，{\displaystyle G_{m}}是莫耳吉布斯能，{\displaystyle V_{m}}是莫耳體積。
對這偏微分方程做積分，可以得到
{\displaystyle G_{m}(T,p)=G_{m0}(T)+RT\ln(p/p_{0})}；
其中，{\displaystyle G_{m0}}是在參考壓強{\displaystyle p_{0}}的莫耳吉布斯能，其只與溫度有關。
為了簡便起見，設定參考壓強為1atm，在計算時，壓強{\displaystyle p}的單位必須為atm。這樣，可以將方程式表示為
{\displaystyle G_{m}(T,p)=G_{m0}(T)+RT\ln(p)}。
假設系統有多種理想氣體組分，由於假定分子尺寸很微小，並且分子與分子之間不相互作用，則根據道爾頓分壓定律，理想氣體的壓強與分壓之間的關係為
{\displaystyle p=\sum _{i=1}^{N}p_{i}}；
其中，{\displaystyle p_{i}}是第 {\displaystyle i} 種理想氣體的分壓。
因此，第 {\displaystyle i} 種理想氣體的吉布斯能為
{\displaystyle G_{m}(T,p_{i})=G_{m0i}(T)+RT\ln(p_{i})}；
按照比例，第 {\displaystyle i} 種理想氣體的化學勢為
{\displaystyle \mu _{i}=\Delta _{\mathrm {f,i} }G_{\mathrm {m} }^{\ominus }+RT\ln(p_{i})}。
對於氣體反應:228-229
{\displaystyle a\;\mathrm {A} +b\;\mathrm {B} \rightarrow c\;\mathrm {C} +d\;\mathrm {D} }，
吉布斯能變化量為
{\displaystyle {\begin{aligned}\Delta G&=[[c\Delta _{\mathrm {f} }G_{\mathrm {C} }^{\ominus }+d\Delta _{\mathrm {f} }G_{\mathrm {D} }^{\ominus }]-[a\Delta _{\mathrm {f} }G_{\mathrm {A} }^{\ominus }+b\Delta _{\mathrm {f} }G_{\mathrm {B} }^{\ominus }]+RT\ln(Q)\\&=\Delta G_{0}+RT\ln(Q)\\\end{aligned}}}；
其中，{\displaystyle \Delta G_{0}}是標準反應吉布斯能，{\displaystyle Q={\frac {p_{c}^{c}\ p_{d}^{d}}{p_{a}^{a}\ p_{b}^{b}}}}是反應商。
假若吉布斯能變化量為負值，則反應會自發進行；否則，假若為正值，則逆反應會自發進行。換句話說，整個反應朝著吉布斯能減少的方向進行。
假設反應達成化學平衡，則吉布斯能變化量為零：
{\displaystyle \Delta G_{0}+RT\ln(Q)=0}。
平衡常數{\displaystyle K}定義為
{\displaystyle K\ {\stackrel {def}{=}}\ Q}。
所以，平衡常數與溫度有關：
{\displaystyle K(T)=e^{-\Delta G_{0}/RT}}。
这样，可以給出以下结论：
- {\displaystyle \Delta G_{0}>0} 时，{\displaystyle K<1}。
- {\displaystyle \Delta G_{0}=0} 时，{\displaystyle K=1}。
- {\displaystyle \Delta G_{0}<0} 时，{\displaystyle K>1}。

## 电化学

鋅銅電池是一種伽凡尼電池。由銅構成的正極沈浸於CuSO_{4}溶液內，由鋅構成的負極沈浸於ZnSO_{4}溶液內。在兩杯溶液間連接著一座KCl鹽橋。由於電動勢的驅使，電子會從負極移動經過外電路抵達正極。產生這電動勢的化學反應為
Zn(s) + Cu^{2+}(aq) →Zn^{2+}(aq) + Cu(s)

前面非體積功不是零的狀況段落闡明，在等溫等壓狀況下，系統的吉布斯能減少量是其所能做的最大非體積功：
{\displaystyle -\Delta G\geq -W'}。
在電化學裏，電化電池所做的非體積功{\displaystyle -W'}就是電功，其最大值就是電池反應的吉布斯能減少量。假設，有{\displaystyle n}摩爾電子從電池的負極移動經過外電路抵達電池的正極，而電池的電動勢為{\displaystyle {\mathcal {E}}}，則所獲得的非體積功為:93-96
{\displaystyle W'=-n{\mathcal {F}}{\mathcal {E}}}；
其中，{\displaystyle {\mathcal {F}}}为法拉第常数，即一摩爾電子所帶有的電荷。
假設整個過程為可逆過程，則可得到電化學的基礎方程式，其表示出吉布斯能變化量與電動勢的關係：
{\displaystyle \Delta G=-n{\mathcal {F}}{\mathcal {E}}}。
所以，電動勢為
{\displaystyle {\mathcal {E}}=-\Delta G/n{\mathcal {F}}}。
對於所有反應物與產物都處於標準狀況的案例，電池的電動勢稱為「標準電動勢」，標記為{\displaystyle {\mathcal {E}}^{\ominus }}，以方程式定義為
{\displaystyle {\mathcal {E}}^{\ominus }\ {\stackrel {def}{=}}\ -\Delta G^{\ominus }/n{\mathcal {F}}}。
化學反應會朝著吉布斯能減少的方向自發進行。換句話說，朝著這方向，化學反應的吉布斯能變化量為負值。這意味著電動勢為正值，電池為原電池，無須置入外電壓源，電子就會通過外電路從負極移動至正極。
假若電動勢為負值，則電池為電解池，需要置入外電壓源，電子才能按照反應式的正方向移動。
將處於化學平衡的化學反應的{\displaystyle \Delta G}公式代入電動勢公式，可以得到
{\displaystyle {\mathcal {E}}=-{\frac {\Delta G^{\ominus }+RT\ln Q}{n{\mathcal {F}}}}}。
再將標準電動勢的定義式代入，則可得到能斯特方程式：
{\displaystyle {\mathcal {E}}={\mathcal {E}}^{\ominus }-{\frac {RT}{n{\mathcal {F}}}}\ln Q}。
通过此式，可以估算出，在任意状況下，電動勢的數值。

## 歷史

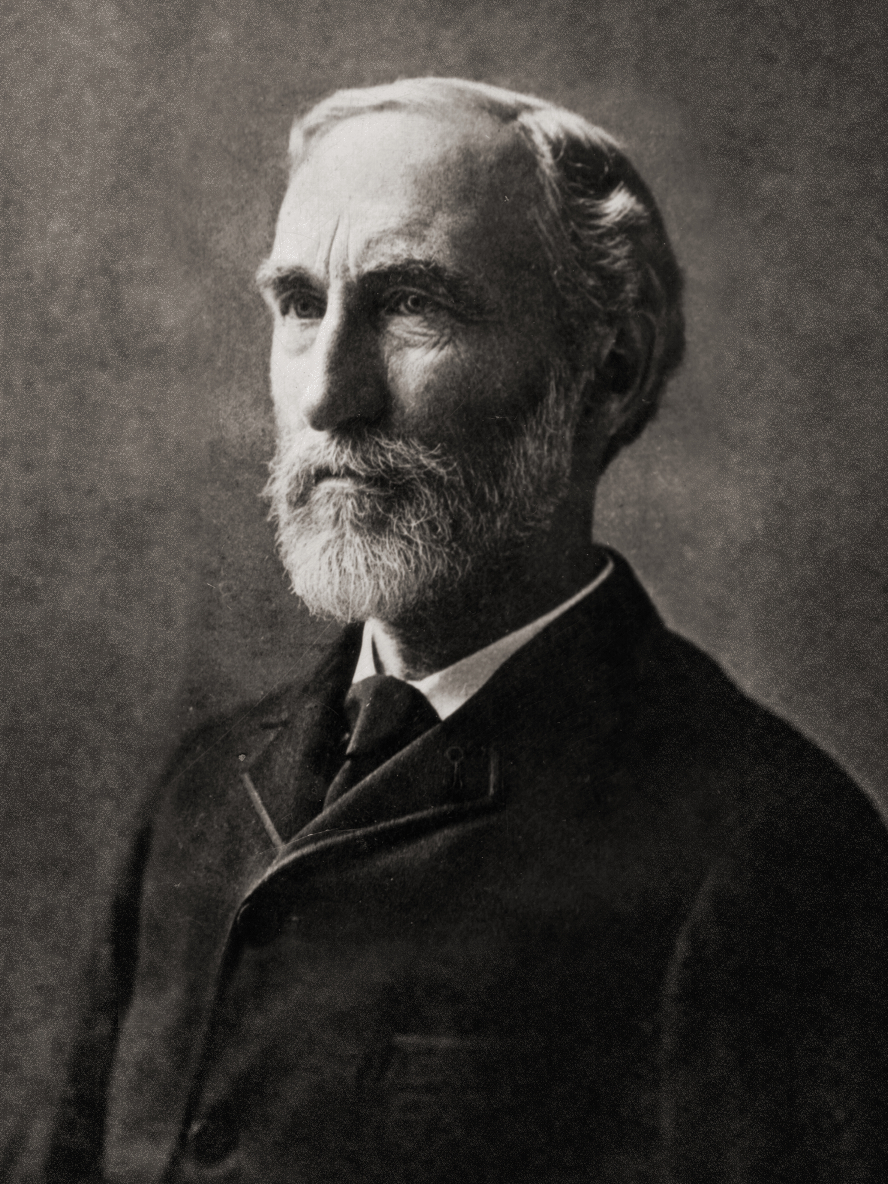
約西亞·吉布斯

早期，化學家使用術語「親和勢」來描述促成化學反應的因素，但這術語已過時，現今已被術語「自由能」替代，自由能是一種比較先進與準確的術語。
1873年，吉布斯發表論文《用曲面方法來幾何表現出物質的熱力學性質》。在這篇論文裏，他詳細論述他的新方程式的原理。這方程式可以預測或估算，當幾樣物體或系統接觸在一起之時，各種自然過程發生的趨勢。通過研究幾樣均一性物質接觸時的相互作用，例如，由一部分固體、一部分液體與一部分氣體構成的物體，又通過展示相關體積-熵-內能三維圖，吉布斯可以判斷三種平衡狀態，即穩定平衡、中性平衡或不穩定平衡，以及是否會發生後續變化。吉布斯闡明，
在這論述裡，ε、η、ν分別是物體的內能、熵與體積。
在這之後，於1882年，德國物理學者赫爾曼·馮·亥姆霍茲描繪親和勢為能夠從可逆性反應獲得的最大功，例如，從可逆性電池獲得的電功。按照這觀點，最大功被視為系統的自由能減少量（在等溫等壓狀況下的吉布斯能， 或在等溫等容狀況下的亥姆霍茲能），而釋出的熱能通常是系統的總能量減少量。這樣，吉布斯能或亥姆霍茲能是，在給定狀況下，可提供為功的能量。:206

在那個時間嶺之前，一般觀點為，"所有化學反應會驅使系統至反應親和勢消失殆盡的平衡狀態"。之後60年，術語「親和勢」漸漸被術語「自由能」替代。根據化學歷史學者亨利·賴瑟斯特的紀載，於1923年，吉爾伯特·路易斯與莫爾·冉道爾發表了一本很具影響力的教科書《熱力學與化學物質的自由能》，在大部分英語系世界的國家，這本書籍促成了人們青睞與使用術語「自由能」。:206

## 参阅
- 化学势
- 亥姆霍兹自由能
- 自由能
- 吉布斯—亥姆霍茲方程